# 維策·卡斯特拉
維策·卡斯特拉（荷蘭語：Wytze Kooistra；1982年6月3日—）是一位荷蘭排球運動員。他現在效力於希臘球隊奧林匹亞科斯排球俱樂部。他是荷蘭國家男子排球隊的一員。